# Сборное (Луганская область)
Сборное (укр. Збірне) — посёлок в Лутугинском районе Луганской области Украины. Под контролем самопровозглашённой Луганской Народной Республики[1]. Входит в Белореченский поселковый совет.

## География
Соседние населённые пункты: село Весёлая Тарасовка на севере, посёлки Белое на западе, Комсомолец на юго-западе, Белореченский на юге.

## Население
Население по переписи 2001 года составляло 196 человек.

## Общие сведения
Почтовый индекс — 92010. Телефонный код — 6436. Занимает площадь 0,058 км².

## Местный совет
92016, Луганская обл., Лутугинский р-н, пгт. Белореченский, ул. Ленина, 14.